# Ross Butler
Pour les articles homonymes, voir Butler.
Ross Butler, né le 17 mai 1990, est un acteur singapourio-américain.
Il est notamment connu pour interpréter le rôle de Zach Dempsey dans la série télévisée 13 Reasons Why et celui de Trevor Pike dans le film À tous les garçons : P.S. Je t'aime toujours et sa suite.

## Biographie

### Enfance et formation
Il naît à Singapour d'un père britannico-néerlandais et d'une mère sino-malaisienne. Il est élevé par sa mère à McLean en Virginie,.
Il fréquente la Langley High School, d'où il sort diplômé en 2008, puis il s'inscrit à l'université d'État de l'Ohio mais il la quitte après un an. Il déménage peu après à Los Angeles et prend des cours de théâtre.

### Carrière
Ross Butler commence sa carrière sur Disney Channel en tant que Spencer dans le Disney Channel Original Movie Teen Beach Movie 2, et dans le rôle de Brett dans la série Agent K.C. aux côtés de Zendaya.
En 2017, sa carrière prend un tournant puisqu'il apparaît dans trois séries à succès.
Il joue le rôle récurrent de Nathan dans la série télévisée Teen Wolf, de Jeff Davis, dans la saison 6A qui est l'avant-dernière de la série.
En février 2016, il rejoint la distribution du pilote de Riverdale, une série adaptée des personnages de comics du célèbre éditeur Archie Comics, pour interpréter Reggie Mantle. En mai 2016, la série est officiellement commandée. Elle est diffusée depuis le 26 janvier 2017 sur le réseau The CW et aussi sur Netflix. Malheureusement il la quitte après une saison à cause d'un emploi du temps trop chargé ; il sera remplacé par l'acteur Charles Melton. En effet, il est retenu pour incarner le rôle de Zach Dempsey dans la nouvelle série à succès de Netflix, 13 Reasons Why, série produite par Selena Gomez, qui est diffusée depuis le 31 mars 2017 sur Netflix,,.
Le 28 juin 2021, il est à l’affiche de la comédie romantique Perfect Addiction de Castille Landon (en) aux côtés de Kiana Madeira et Matthew Noszka. Le film est adapté du roman à succès de Claudia Tan qui a recueilli 81 millions de lectures sur la plateforme Wattpad. Le film est disponible sur Prime Video depuis le 24 mars 2023
Le 11 novembre 2021, il est à l’affiche de la comédie romantique Love in Taipei de Arvin Chen aux côtés de Nico Hiraga et Ashley Liao. Il est adapté du roman à succès du The New York Times d'Abigail Hing Wen du même nom.
Le 15 juin 2023, il est à l’affiche de la comédie romantique Worth the Wait de Tom Lin Shu-yu (en) aux côtés de Lana Condor.

## Filmographie

### Cinéma

#### Longs métrages
- 2014 : Two Bedrooms de Eric Becker : Roy
- 2014 : Rules of the Trade de Patrick Chavis : Leroy
- 2015 : Hacker's Game de Cyril Morin : Jeremy
- 2019: The sun is also a star
- 2019 : Shazam! de David F. Sandberg : la forme magique d'Eugene Choi
- 2020 : À tous les garçons : P.S. Je t'aime toujours : Trevor
- 2021 : À tous les garçons : Pour toujours et à jamais : Trevor
- 2021 : Raya et le Dernier Dragon (voix originale)
- 2023 : Shazam! La Rage des Dieux de David F. Sandberg : la forme magique d'Eugene Choi
- 2023 : Perfect Addiction  de Castille Landon (en) : Kayden Williams
- 2023 : Love in Taipei de Arvin Chen : Rick Woo
- 2025 : Worth the Wait de Tom Shu-yu Lin (en) : Kai

#### Courts métrages
- 2013 : Work It Out de Brandon James Salgado : Eddie Peon

### Télévision

#### Téléfilms
- 2012 : The Gateway Life de Destini Meshack : Allen
- 2013 : Camp Sunshine de Kanin Guntzelman : Tony
- 2015 : Teen Beach 2 de Jeffrey Hornaday : Spencer
- 2015 : Adolescence perdue (Perfect High) de Vanessa Parise : Nate

#### Séries télévisées
- 2013 : Major Crimes : Ian Yorita (1 épisode)
- 2014 : Hollywood : Chris
- 2014 : Happyland : Scott (épisode 5, saison 1)
- 2014 : Dog Park : Scott (épisode 6, saison 1)
- 2015-2016 : Agent K.C : Brett (7 épisodes)
- 2015 : Chasing Life : Hunter (3 épisodes)
- 2017 : Teen Wolf : Nathan Pierce (3 épisodes)
- 2017-2020 : 13 Reasons Why : Zach Dempsey (rôle principal - 49 épisodes)
- 2018 : Love : un serveur (saison 3, épisode 5)
- 2021 : Awkwafina Is Nora from Queens : Chuck
- 2022 : Swimming with Sharks : Alex (6 épisodes)
- 2022 : Army of the Dead : Lost Vegas : Chen

#### Clips vidéos
- 2018 : Waste it on me :  BTS feat Steave Aoki
- 2019 : Graduation : Benny Blanco & Juice WRLD

## Distinctions
Sauf indication contraire, les informations mentionnées dans cette section peuvent être confirmées par la base de données cinématographiques IMDb,  présente dans la section « Liens externes ».